# Sommer (Einheit)
Sommer war ein spanisches Volumenmaß für Flüssigkeiten. Bei der Arroba, diese war das Achtfache des Maßes, unterschied man menor und major mit einer Volumenspanne von etwa 12 bis 16 Liter
- 1 Sommer = 4 Quartil = 1,875 Liter
- 8 Sommer = 1 Arroba = um 15 Liter (Mittelwert)